# Gangotrigletscher
Der Gangotrigletscher ist ein Gletscher im indischen Bundesstaat Uttarakhand, der mit einem geschätzten Volumen von über 27 km³ zu den größten Gletschern im Himalaya zählt. Er ist etwa 30 km lang und zwischen 2 und 4 km breit, seine Fläche betrug im Jahr 2010 etwa 144 km².
Das Einzugsgebiet des Gletschers wird von Bergen der Gangotri-Gruppe umrahmt: dem Chaukhamba (7138 m), Satopanth (7076 m), Kedarnath (6940 m), Bhagirathi (6856 m), Janhukut (6805 m), Meru (6672 m), Kharchakund (6612 m) und Shivling (6543 m). Eine Reihe von Tributärgletschern speist den Hauptfluss, die wichtigsten sind der Kirti Bamak, Ghanohim Bamak, Swachhand Bamak und Maiandi Bamak, hinzu kommen die tiefer gelegenen Raktavarn-, Chaturangi-, Meru-Gletscher, die nicht mehr mit dem Hauptgletscher verbunden sind. Die Akkumulation findet vorwiegend in den Wintermonaten Dezember bis März statt, unsicher ist der Beitrag von Schneefall während des Sommermonsuns.
Dem Gangotrigletscher entspringt die Bhagirathi, einer der Quellflüsse des Ganges. Das Gletschertor wird wegen seines einstigen Aussehens von Hindus Gaumukh (etwa: „Maul der Kuh“) genannt. Als Hauptquelle des Ganges hat der Gletscher große religiöse Bedeutung im Hinduismus und zieht jedes Jahr tausende Pilger an. Etwa 18 km bzw. einen Tag Fußmarsch entfernt liegt der Ort Gangotri mit dem Ganga-Tempel, der der Göttin Ganga geweiht und Teil des Chota-Char-Dham-Pilgerwegs ist.
Auch wenn weite Teile des Gletschers in der Ablationszone mit Gesteinsschutt bedeckt sind – was zu einer verzögerten Reaktion auf Klimaänderungen führt – ist ein deutlicher Rückgang des Gletschers zu verzeichnen (→ Gletscherschwund seit 1850). Aufgrund von Schuttbedeckung und Fehlern im Kartenmaterial variieren Angaben über den Rückzug des Gletschers stark. Auswertungen von Satellitenbildern durch den United States Geological Survey ergaben für den Zeitraum zwischen dem Beginn der 1980er und der Mitte der 2000er Jahre einen Verlust von mehr als 850 m Länge. Eine Auswertung von Satellitendaten aus dem Jahr 2016 lieferte eine geringere Rückzugsrate von knapp 18 m pro Jahr zwischen 1965 und 2015, entsprechend einem Längenverlust von etwas weniger als 900 m. Haupt- und Nebengletscher verloren 1968–2014 pro Jahr etwas mehr als 10 cm an Dicke. Während der Rückgang der Gletscherlänge in den Jahren vor 2015 geringer war als im langjährigen Mittel, war der Masseverlust höher.